# Slovenska popevka 1976
Slovenska popevka 1976 je potekala 4. in 5. junija v ljubljanski Hali Tivoli. Vodil jo je Vili Vodopivec. Predstavilo se je 16 novih popevk (predhodno izbranih izmed 49 prispelih na razpis), ki so bile zapete v domači in tuji izvedbi.

## Nastopajoči
I. večer
| #  | Slovenska izvedba | Tuja izvedba                      | Naslov pesmi        | Avtor glasbe  | Avtor besedila  | Avtor aranžmaja |
| -- | ----------------- | --------------------------------- | ------------------- | ------------- | --------------- | --------------- |
| 1. | Meta Močnik       | Klári Katona (Madžarska)          | Neobičajna zgodba   | Metod Mastnak | Martina Mastnak | Mario Rijavec   |
| 2. | Edvin Fliser      | Ursula May (Zahodna Nemčija)      | Sončni popotnik     | Vasko Repinc  | Duša Repinc     | Milan Mihelič   |
| 3. | Marjetka Falk     | Lize Marke (Belgija)              | Za topoli           | Jani Golob    | Elza Budau      | Jani Golob      |
| 4. | Ivo Mojzer        | Mary Christy (Francija)           | Poljubi             | Ati Soss      | Elza Budau      | Ati Soss        |
| 5. | New Swing Quartet | Andreas Holm (Vzhodna Nemčija)    | Smešna hiša         | Jože Privšek  | Branko Šömen    | Jože Privšek    |
| 6. | Majda Sepe        | Claudio Villa (Italija)           | Pismo za Mary Brown | Mojmir Sepe   | Frane Milčinski | Mojmir Sepe     |
| 7. | Lado Leskovar     | Clodagh Rogers (Velika Britanija) | Sanjavo dekle       | Milan Ferlež  | Elza Budau      | Milan Ferlež    |
| 8. | Pepel in kri      | Ambasadori (Bosna in Hercegovina) | Miš v moki          | Matjaž Jarc   | Matjaž Jarc     | Dečo Žgur       |

II. večer
| #  | Slovenska izvedba | Tuja izvedba                    | Naslov pesmi               | Avtor glasbe   | Avtor besedila     | Avtor aranžmaja |
| -- | ----------------- | ------------------------------- | -------------------------- | -------------- | ------------------ | --------------- |
| 1. | Ultra             | Teresa Tutinas (Poljska)        | Mi smo popotniki           | Vasko Repinc   | Duša Repinc        | Jure Robežnik   |
| 2. | Braco Koren       | Jiří Hromádka (Češka)           | Barbara                    | Dušan Porenta  | Jelka Žmuc - Kušar | Bojan Adamič    |
| 3. | Alenka Pinterič   | Maja Odžaklijevska (Makedonija) | Makovo zrno                | Grigor Koprov  | Branko Šömen       | Janez Gregorc   |
| 4. | Oto Pestner       | Duško Lokin (Hrvaška)           | Vem, nekje živeti mora     | Đorđe Novković | Nastja Žgur        | Dečo Žgur       |
| 5. | Elda Viler        | Marie-France Roussel (Francija) | Zapuščena                  | Ati Soss       | Branko Šömen       | Ati Soss        |
| 6. | Janko Ropret      | Ruby James (Velika Britanija)   | Obiski                     | Milan Ferlež   | Svetlana Makarovič | Milan Ferlež    |
| 7. | Ditka Haberl      | Joe Cuddy (Irska)               | Samo nasmeh je bolj grenak | Jože Privšek   | Elza Budau         | Jože Privšek    |
| 8. | Marjana Deržaj    | Glamourpuss (Velika Britanija)  | Ko gre tvoja pot od tod    | Mojmir Sepe    | Frane Milčinski    | Mojmir Sepe     |

## Seznam nagrajencev
Nagrade občinstva
- 1. nagrada:

- Samo nasmeh je bolj grenak Jožeta Privška (glasba) in Elze Budau (besedilo) v izvedbi Ditke Haberl v alternaciji z Joejem Cuddyjem
- Pismo za Mary Brown Mojmirja Sepeta (glasba) in Franeta Milčinskega (besedilo) v izvedbi Majde Sepe v alternaciji s Claudiem Villo

- 2. nagrada: Vem, nekje živeti mora Đorđeta Novkovića (glasba) in Nastje Žgur (besedilo) v izvedbi Ota Pestnerja v alternaciji z Duškom Lokinom
- 3. nagrada: Ko gre tvoja pot od tod Mojmirja Sepeta (glasba) in Franeta Milčinskega (besedilo) v izvedbi Marjane Deržaj in skupine Glamourpuss

Nagrade mednarodne žirije
- 1. nagrada: Samo nasmeh je bolj grenak Jožeta Privška (glasba) in Elze Budau (besedilo) v izvedbi Ditke Haberl v alternaciji z Joejem Cuddyjem
- 2. nagrada: Ko gre tvoja pot od tod Mojmirja Sepeta (glasba) in Franeta Milčinskega (besedilo) v izvedbi Marjane Deržaj in skupine Glamourpuss
- 3. nagrada: Vem, nekje živeti mora Đorđeta Novkovića (glasba) in Nastje Žgur (besedilo) v izvedbi Ota Pestnerja v alternaciji z Duškom Lokinom

Nagrada za najboljše besedilo
- Branko Šömen za pesem Zapuščena

Nagrada za najboljši aranžma
- Jani Golob za pesem Za topoli

Plaketa za najbolj vedro melodijo
- Dušan Porenta za pesem Barbara
- Milan Ferlež za pesem Sanjavo dekle

Plaketa za najsodobnejši glasbeni izraz
- Milan Ferlež za pesem Obiski
- Grigor Koprov za pesem Makovo zrno